# Elsa Hartjesveld

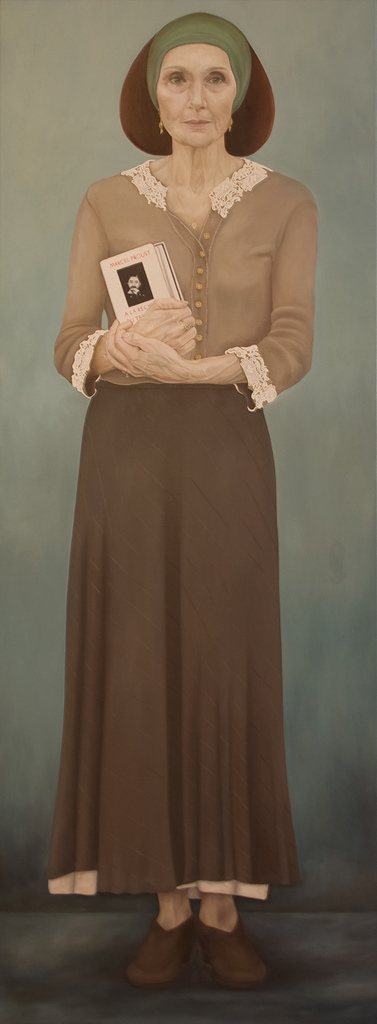
Schilderij van Hartjesveld uit de collectie van de ING

Elsa Hartjesveld (Den Haag, 22 september 1965) is een Nederlands kunstschilderes. Hartjesveld volgde haar opleiding aan de Koninklijke Academie van Beeldende Kunsten in Den Haag van 1987 tot 1992. Elsa Hartjesveld exposeert regelmatig in Galerie Lutz in Delft.

## Prijzen
- Koninklijke Subsidie voor de Schilderkunst (1994)
- Buning Brongers Prijs (1994)